# Eleccions generals d'Irlanda del Nord de 2017
Les eleccions generals d'Irlanda del Nord de 2017 se celebraren el 2 de març de 2017 arran de la dimissió del viceprimer ministre Martin McGuinnes en protesta per l'escàndol sobre els incentius a una calefacció renovable. Com que McGuinness no va ser substituït per ningú, es convocaren noves eleccions seguint el que marca la llei. Foren les sisenes eleccions des que l'Assemblea d'Irlanda del Nord es va restablir l'any 1998, i les primeres a implementar la reducció d'escons a 90, respecte als 108 que hi havia fins aquell moment.
1.254.706 de persones estaven registrades a votar en les eleccions, 26.886 menys respecte a les anteriors eleccions de 2016. La participació va ser del 64,78%, 10 punts més que les eleccions de 2016, però 6 punts menys que les primeres eleccions de 1998.

## Context
Theresa Villiers, secretària d'Estat per a Irlanda del Nord, va anunciar l'any 2013 que l'elecció de l'Assemblea Nacional d'Irlanda del Nord es posposaria a 2016 i que la durada de les legislatures serien de 5 anys a partir d'aquest moment. La secció 7 de l'Acta d'Irlanda del Nord (Provisions Diverses) de 2014 especifica que les eleccions se celebraran en maig, el cinqué any des de l'última elecció. Llavors, després de 2016, les pròximes eleccions havien de ser el 6 de maig de 2021. Tanmateix, la secció 31 (1) de l'Acta d'Irlanda del Nord de 1998 indica certes circumstàncies on l'Assemblea es pot dissoldre abans de l'estipulat en els terminis d'una legislatura.
Martin McGuinness (Sinn Féin), el viceprimer ministre, dimití el 9 de gener de 2017 en protesta per l'escàndol dels incentius sobre la calefacció renovable i altres temes, com el fracàs del DUP de donar suport al finançament per dur a terme investigacions sobre els assassinats durant el conflicte nord-irlandés i per un projecte de protecció del gaèlic irlandés. La primera ministra, Arlene Foster (DUP), estava encarregada del sistema d'incentius sobre la calefacció renovable en l'antiga cartera ministerial que ocupava, però havia rebutjat apartar-se temporalment mentre la investigació de l'escàndol estava en marxa. Sota l'acord del poder compartit, la dimissió de McGuinnes com a viceprimer ministre significava que Foster perdia el lloc de primera ministra automàticament. Així doncs, el DUP condemnava la dimissió del líder de Sinn Féin.
Sinn Féin tenia set dies, fins a les 17 hores del 16 de gener de 2017, per nominar un nou viceprimer ministre, però va rebutjar fer-ho en el ple de l'Assemblea del 16 de gener. Com a resultat, el secretari d'Estat per Irlanda del Nord, James Brokenshire, va confirmar el mateix dia la celebració d'eleccions el 2 de març del mateix any.
McGuinness, posteriorment, anuncià que, a causa d'una malaltia, no buscaria la reelecció a l'Assemblea, i que feia un pas al costat en el lideratge de Sinn Féin. Aleshores, fou substituït per Michelle O'Neill com a líder de Sinn Féin per les eleccions. Dènou dies després de les eleccions, McGuinness moria.

## Candidatures i candidats
Un total de 228 candidats competiren pels 90 escons de l'Assemblea, una reducció considerable respecte als 276 candidats i candidates de 2016, però en línia a la reducció d'escons de 108 a 90.

Resultats de les eleccions en els 18 districtes electorals.

A banda de diferents candidats i candidates independents, els partits presents en més d'una circumscripció són:
- Partit Unionista Democràtic
- Sinn Féin
- Partit Unionista de l'Ulster
- Partit Socialdemòcrata i Laborista
- Partit de l'Aliança d'Irlanda del Nord
- Veu Unionista Tradicional
- Partit Verd d'Irlanda del Nord
- Aliança del Poble Abans que els Beneficis
- Partit Unionista Progressista
- Cannabis és més segur que l'alcohol.
- Partit Conservador
- Alternativa Laborista.
- Partit dels Treballadors.

## Campanya
L'escàndol de l'incentiu a la calefacció renovable va continuar sent central a la campanya. Sinn Féin digué que no tornaria a participar en un govern amb el DUP mentre les qüestions de l'escàndol continuaren sobre la líder del DUP, Arlene Foster. Hi havien certes preocupacions al voltant de deteriorar les relacions transversals a la regió, si ambdós partits resultaven ser els principals en les respectives comunitats i no podien resoldre el tema, es podria implantar el govern directe del govern britànic.
El líder de l'UUP, Mike Nesbitt, va proposar la possibilitat d'una administració UUP/SDLP. Digué que, ordenant les preferències de la seua papereta, posaria als candidats del SDLP després dels candidats UUP, encara que també va dir que no els diria als votants de l'UUP que fer amb els seus vots. Altres candidats UUP es van oposar a la proposta del líder, i afirmaren que triarien a candidats unionistes per sobre de SDLP en les seues preferències, a més que un regidor del partit va dimitir com a protesta per aquestes declaracions. El DUP va criticar les declaracions dient que dividir el vot unionista podria donar la victòria a Sinn Féin.
El Brexit també fou un tema molt present a la campanya electoral. En el referèndum de 2016 sobre la permanència el Regne Unit a la UE, el 56% dels votants nord-irlandesos votaren a favor de romandre mentre que un 44% ho rebutjaren. El DUP donava suport a l'eixida de la UE, mentre que els partits nacionalistes i molts altres partits s'oposaven a aquesta idea, tement que creara en una frontera dura amb la República d'Irlanda. Es va donar a conéixer durant la campanya que el DUP va gastar 282.000₤ en publicitat a favor del Brexit en un diari que no va aparéixer a Irlanda del Nord. Els diners venien del Consell d'Investigació Constitucional, un grup unionista minoritari presidit per l'antic vicepresident del Partit Conservador Escocés Richard Cook.
| Posició sobre la pertinença a la UE | Partit | Partit                                  | Referència |
| ----------------------------------- | ------ | --------------------------------------- | ---------- |
| Romandre                            |        | Sinn Féin                               | [ 16 ]     |
| Romandre                            |        | UUP                                     | [ 17 ]     |
| Romandre                            |        | SDLP                                    | [ 18 ]     |
| Romandre                            |        | AP                                      | [ 19 ]     |
| Romandre                            |        | Verds                                   | [ 20 ]     |
| Sortir                              |        | DUP                                     | [ 21 ]     |
| Sortir                              |        | TUV                                     | [ 22 ]     |
| Sortir                              |        | Aliança del Poble Abans que el Benefici | [ 23 ]     |

## Resultats
| Partit                                                                                           | Partit                                  | Líder            | Líder            | Candidats | Escons | Canvis | Vots (1a Pref) | % Vots | Canvis | Membres a l'Executiu | Canvis |
| ------------------------------------------------------------------------------------------------ | --------------------------------------- | ---------------- | ---------------- | --------- | ------ | ------ | -------------- | ------ | ------ | -------------------- | ------ |
|                                                                                                  | DUP                                     | Arlene Foster    |                  | 38        | 28     | ▼10    | 225.413        | 28,1%  | ▼1,1%  | 5                    | —      |
|                                                                                                  | Sinn Féin                               | Michelle O'Neill |                  | 34        | 27     | ▼1     | 224.245        | 27,9%  | ▲3,9%  | 4                    | —      |
|                                                                                                  | SDLP                                    | Colum Eastwood   |                  | 21        | 12     | —      | 95.958         | 11,9%  | ▼0,1%  | 1                    | ▲1     |
|                                                                                                  | UUP                                     | Mike Nesbitt     |                  | 24        | 10     | ▼6     | 103.314        | 12,9%  | ▲0,9%  | 1                    | ▲1     |
|                                                                                                  | AP                                      | Naomi Long       |                  | 21        | 8      | —      | 72.717         | 9,1%   | ▲2,1%  | 1                    | ▲1     |
|                                                                                                  | Verds                                   | Steven Agnew     | Steven Agnew     | 18        | 2      | —      | 18,527         | 2,3%   | ▼0,4%  | —                    | —      |
|                                                                                                  | TUV                                     | Jim Allister     |                  | 14        | 1      | —      | 20.523         | 2,6%   | ▼0,9%  | —                    | —      |
|                                                                                                  | Aliança del Poble Abans que el Benefici | Eamonn McCann    | Eamonn McCann    | 7         | 1      | ▼1     | 14.100         | 1,8%   | ▼0,2%  | —                    | —      |
|                                                                                                  | PUP                                     | Billy Hutchinson | Billy Hutchinson | 3         | 0      | —      | 5.590          | 0,7%   | ▼0,2%  | —                    | —      |
|                                                                                                  | Partit Conservador                      | Emma Pidding     | Emma Pidding     | 13        | 0      | —      | 2.399          | 0,3%   | ▼0,1%  | —                    | —      |
|                                                                                                  | Alternativa Laborista                   | Owen McCracken   | Owen McCracken   | 4         | 0      | —      | 2.009          | 0,3%   | —      |                      |        |
|                                                                                                  | UKIP                                    |                  |                  | 1         | 0      | —      | 1.579          | 0,2%   | ▼1,3%  | —                    | —      |
|                                                                                                  | CISTA                                   | Paul Birch       | Paul Birch       | 3         | 0      | —      | 1.273          | 0,4%   | N/A    |                      |        |
|                                                                                                  | Partit dels Treballadors                | Mick Finnegan    | Mick Finnegan    | 5         | 0      | —      | 1.261          | 0,2%   | —      | —                    | —      |
|                                                                                                  | Independents                            | N/A              | N/A              | 22        | 1      | —      | 14.407         | 1,8%   | ▼1,5%  | 0                    | ▼1     |
| Total                                                                                            | Total                                   | Total            | Total            | 2018      | 90     | ▼ 18   | 803.315        | 100%   |        | 12                   |        |
| Electorat: 1.254.709 Participació: 812.783 Participació (%): 64,78% (▲9,8%) Vots invàlids: 9.468 |                                         |                  |                  |           |        |        |                |        |        |                      |        |

Nota: La font dels resultats és Raymon Russell, "Election Report: Northern Ireland Assembly Election, 5 May 2016", Assemblea d'Irlanda del Nord.

### Canvi en escons a partir d'una projecció dels resultats de 2016 amb 90 escons.
| Partit | Partit                                  | Resultats 2016 | Projecció 2016 | Resultats 2017 | Canvis | Designació   |
| ------ | --------------------------------------- | -------------- | -------------- | -------------- | ------ | ------------ |
|        | DUP                                     | 38             | 33             | 28             | ▼5     | Unionista    |
|        | Sinn Féin                               | 28             | 23             | 27             | ▲4     | Nacionalista |
|        | SDLP                                    | 16             | 11             | 10             | ▼1     | Unionista    |
|        | UUP                                     | 12             | 11             | 12             | ▲1     | Nacionalista |
|        | AP                                      | 8              | 8              | 8              | —      | Altres       |
|        | Verds                                   | 2              | 2              | 2              | —      | Altres       |
|        | Aliança del Poble Abans que el Benefici | 2              | 1              | 1              | —      | Altres       |
|        | TUV                                     | 1              | 1              | 1              | —      | Unionista    |
|        | Independents                            | 1              | 0              | 1              | ▲1     | Unionista    |
| Total  | Total                                   | 108            | 90             | 90             |        |              |

### Escons per circumscripció
| Nombre | Circumscripció             | Escons |     |       |    |      |    |     |     |     |      |
| Nombre | Circumscripció             | Escons | PBP | Verds | SF | SDLP | AP | UUP | DUP | TUV | Ind. |
| ------ | -------------------------- | ------ | --- | ----- | -- | ---- | -- | --- | --- | --- | ---- |
| 1      | North Antrim               | 5      | —   | —     | 1  | —    | —  | 1   | 2   | 1   | —    |
| 2      | East Antrim                | 5      | —   | —     | —  | —    | 1  | 2   | 2   | —   | —    |
| 3      | South Antrim               | 5      | —   | —     | 1  | —    | 1  | 1   | 2   | —   | —    |
| 4      | Belfast North              | 5      | —   | —     | 2  | 1    | —  | —   | 2   | —   | —    |
| 5      | Belfast West               | 5      | 1   | —     | 4  | —    | —  | —   | —   | —   | —    |
| 6      | Belfast South              | 5      | —   | 1     | 1  | 1    | 1  | —   | 1   | —   | —    |
| 7      | Belfast East               | 5      | —   | —     | —  | —    | 2  | 1   | 2   | —   | —    |
| 8      | North Down                 | 5      | —   | 1     | —  | —    | 1  | 1   | 2   | —   | —    |
| 9      | Strangford                 | 5      | —   | —     | —  | —    | 1  | 1   | 3   | —   | —    |
| 10     | Lagan Valley               | 5      | —   | —     | —  | 1    | 1  | 1   | 2   | —   | —    |
| 11     | Upper Bann                 | 5      | —   | —     | 1  | 1    | —  | 1   | 2   | —   | —    |
| 12     | South Down                 | 5      | —   | —     | 2  | 2    | —  | —   | 1   | —   | —    |
| 13     | Newry and Armagh           | 5      | —   | —     | 3  | 1    | —  | —   | 1   | —   | —    |
| 14     | Fermanagh and South Tyrone | 5      | —   | —     | 3  | —    | —  | 1   | 2   | —   | —    |
| 15     | West Tyrone                | 5      | —   | —     | 3  | 1    | —  | —   | 1   | —   | —    |
| 16     | Mid Ulster                 | 5      | —   | —     | 3  | 1    | —  | —   | 1   | —   | —    |
| 17     | Foyle                      | 5      | —   | —     | 2  | 2    | —  | —   | 1   | —   | —    |
| 18     | East Londonderry           | 5      | —   | —     | 1  | 1    | —  | —   | 2   | —   | 1    |
| 18     | Total                      | 90     | 1   | 2     | 27 | 12   | 8  | 16  | 28  | 1   | 1    |

### Percentatge de vot per circumscripció
Els percentatges són el total de primeres preferències que rep els diferents candidats de cada partit a la circumscripció sobre el total de vots vàlids a cada circumscripció.
| Nombre | Circumscripció             |       |       |       |       |       |       |       |      |       | Altres | % Participació |
| Nombre | Circumscripció             | PBP   | Verds | SF    | SDLP  | AP    | UUP   | DUP   | TUV  | Ind.  | Altres | % Participació |
| ------ | -------------------------- | ----- | ----- | ----- | ----- | ----- | ----- | ----- | ---- | ----- | ------ | -------------- |
| 1      | North Antrim               | —     | 1,1%  | 15,8% | 7,3%  | 5,4%  | 12,5% | 40,6% | 16%  | 1,1%  | —      | 63,2%          |
| 2      | East Antrim                | —     | 2,1%  | 9,9%  | 4,1%  | 16%   | 22,7% | 35,2% | 4,1% | 0,3%  | 5,7%   | 60,1%          |
| 3      | South Antrim               | 1,3%  | 1,2%  | 16,3% | 9,5%  | 12,5% | 20,8% | 33,7% | 3,2% | 1,2%  | 0,5%   | 62,4%          |
| 4      | Belfast North              | 3,8%  | 1,7%  | 29,4% | 13,1% | 8,4%  | 5,8%  | 32,1% | —    | 0,2%  | 5,5%   | 61,8%          |
| 5      | Belfast West               | 14,9% | 0,6%  | 61,8% | 8,6%  | 1,9%  | 1,2%  | 10,1% | —    | —     | 1%     | 66,8%          |
| 6      | Belfast South              | 1,8%  | 9,9%  | 17,7% | 19,4% | 17,8% | 9%    | 20,8% | 1,6% | —     | 2,1%   | 64%            |
| 7      | Belfast East               | —     | 3,6%  | 2,9%  | 0,6%  | 31,4% | 13,1% | 37,6% | 2,3% | 0,2%  | 8,4%   | 63%            |
| 8      | North Down                 | —     | 13,7% | 1,6%  | 1,8%  | 18,6% | 21,5% | 37,5% | —    | 3,6%  | 1,7%   | 59,2%          |
| 9      | Strangford                 | —     | 2,4%  | 2,9%  | 7,9%  | 15%   | 20%   | 39,9% | 3,4% | 8%    | 0,5%   | 60,9%          |
| 10     | Lagan Valley               | —     | 2%    | 4%    | 8,4%  | 13,5% | 25,2% | 41,3% | 3,1% | 2,1%  | 0,4%   | 62,6%          |
| 11     | Upper Bann                 | —     | 1,1%  | 27,8% | 9,9%  | 5,3%  | 20,6% | 32,8% | 2%   | —     | 0,6%   | 62,5%          |
| 12     | South Down                 | —     | 1%    | 38,6% | 25,2% | 9,2%  | 8,4%  | 15,8% | 1,3% | 0,4%  | 0,2%   | 66,2%          |
| 13     | Newry and Armagh           | —     | 0,5&  | 48,3% | 16,4% | 2,6%  | 13,2% | 17,8% | —    | —     | 1,3%   | 69,4%          |
| 14     | Fermanagh and South Tyrone | —     | 1,1%  | 42,1% | 9,8%  | 2,7%  | 11,6% | 29,8% | 1,5% | —     | 1,3%   | 72,6%          |
| 15     | West Tyrone                | —     | 0,9%  | 48,1% | 14,2% | 2,8%  | 8,2%  | 20,4% | 1,9% | 2,4%  | 0,9%   | 69,9%          |
| 16     | Mid Ulster                 | —     | 0,5%  | 52,8% | 12,9% | 2%    | 9,1%  | 19,3% | 2,5% | 0,5%  | 0,4%   | 72,4%          |
| 17     | Foyle                      | 10,7% | 0,5%  | 36,6% | 31,8% | 2,5%  | 3,7%  | 13,4% | —    | 0,1%  | 0,6%   | 65%            |
| 18     | East Londonderry           | 1,2%  | 0,7%  | 25,8% | 7,9%  | 4,4%  | 6,7%  | 33,5% | 2,5% | 14,6% | 2,6%   | 62,7%          |
| 18     | Total                      | 1,8%  | 2,3%  | 27,9% | 11,9% | 9,1%  | 12,9% | 28,1% | 2,6% | 1,8%  | 1,8%   | 64,8%          |

## Conseqüències
L'elecció va marcar un canvi significatiu en la política d'Irlanda del Nord, ja que van ser les primeres eleccions des de la partició d'Irlanda l'any 1921 on els partits unionistes no guanyaven una majoria dels escons, i la primera vegada que els partits unionistes i nacionalistes rebien la mateixa representació a l'Assemblea (39 parlamentaris de Sinn Féin i el SDLP, i 39 parlamentaris de la DUP, UUP i TUV). Tanmateix, la majoria de membres de l'assemblea eres unionistes perquè la diputada independent designada com a tal incrementava els diputats unionistes fins a 40. La pèrdua d'escons del DUP també va fer que perdés la capacitat de sol·licitar el mecanisme de petició de preocupació, que el partit havia utilitzat de manera controvertida per bloquejar mesures com el matrimoni igualitari.
El líder de l'UUP Mike Nesbitt va anunciar la seua dimissió, després de la incapacitat del partit d'aconseguir qualsevol millora.
Sinn Féin va reiterar que no entraria en un acord de govern compartit amb la DUP si aquest partit no feia canvis substancials, incloent-hi que Foster no esdevinguera primera ministra fins que la investigació sobre els incentius a la calefacció renovable estiguera completa. Els partits tenien tres setmanes per formar govern, si no ho aconseguien, se celebrarien noves eleccions.
Mentre que l'unionisme perdia la majoria absoluta a l'Assemblea, el resultat es va caracteritzar, segons l'analista Matthew Whiting, pel fet que els votants buscaven un lideratge local competent, i que el DUP havia tingut menys èxit a l'hora de mobilitzar la seua base de votants més que hi haguera hagut un moviment significatiu cap a una Irlanda unida.
El secretari d'estat per a Irlanda del Nord James Brokenshire va allargar el termini per formar govern després que el termini acabara el 27 de març. Sinn Féin va demanar la celebració de noves eleccions si ni hi havia acord. Així mateix, els negociadors van tindre una pausa durant la Pasqua, però Brokenshire amenaçà amb la celebració de noves eleccions o de govern directe si no hi havia acord a principis de maig. El 18 d'abril, la primera ministra del Partit Conservador, Theresa May, va convocar eleccions pel 8 de juny de 2017, i es va posar el 29 de juny com la data límit per arribar a un acord sobre la formació de govern.
Les eleccions generals del Regne Unit de 2017 van veure un avenç de la DUP i Sinn Féin mentre el UUP i el SDLP perdien tots els seus escons a Westminster. El resultat global d'aquestes eleccions fou d'un parlament sense majoria absoluta, i els conservadors van negociar un acord de suport amb el DUP. Alguns comentadors suggeriren que aquest fet podia provocar problemes amb el rol del govern britànic com un àrbitre neutre a Irlanda del Nord, com exigeix l'Acord de Divendres Sant. Les negociacions es van reprendre el 12 de juny de 2017, mentre que l'acord entre els Conservadors i el DUP es va anunciar i publicat el 26 de juny.
El 29 de juny va arribar sense cap acord, sent un problema important la política lingüística, amb el DUP rebutjant la proposta de Sinn Féin sobre una llei de la llengua irlandesa, i el rebuig dels nacionalistes sobre una llei híbrida que cobrira també l'escocés d'Ulster. Brokenshire va estendre el termini, però els dos partits principals van romandre pessimistes sobre obtenir una resolució ràpida.
Les negociacions es van reprendre a la tardor, però fracassaren, deixant en les mans del parlament britànic l'aprovació d'un pressupost per l'any financer en curs de 2017-2018. Les converses entre el DUP i Sinn Féin van recomençar el 6 de febrer de 2018, només uns dies abans de la finalització del termini quan, en absència d'acord, s'imposaria un pressupost regional des de Werstminster. Malgrat la participació de Theresa May i Leo Varadkar, les converses fracassaren i el negociador del DUP Simon Hamilton declarà "hi romanen escletxes significatives i sèries entre nosaltres i Sinn Féin". L'estancament va continuar al mes de setembre, quan Irlanda del Nord va assolir els 590 dies sense una administració funcional, eclipsant el rècord de Bèlgica entre abril de 2010 i desembre de 2011.
El 18 d'octubre, la secretària d'estat per Irlanda del Nord Karen Bradley va introduir la llei d'Irlanda del Nord (Formació de l'Executiu i Exercici de Funcions), que eliminava el termini temporal per a una elecció a l'Assemblea fins al 26 de març de 2019, que seria substituït per una data més tard per la secretària per una única vegada, i quan es podria formar un Executiu a Irlanda del Nord en qualsevol moment. També permetia als funcionaris públics cert grau de capacitat per decidir en els seus departaments seguint l'interés públic i permetent als Ministres de la Corona realitzar alguns nomenaments a Irlanda del Nord.
Durant una pregunta, la secretària Bradley anuncià que participaria en una trobada a Belfast l'1 de novembre amb els partits principals per a la implementació de la llei i els següents passos per a la restauració de l'autogovern i que aniria a Dublín per celebrar una conferència intergovernamental amb el govern irlandés. Cap acord es va aconseguir llavors.
El 24 de juliol de 2019, la llei d'Irlanda del Nord de 2019 va allargar més encara el termini per a formar govern. Aquesta llei també introduïa la liberalització de la llei d'avortament i la legalització del matrimoni igualitari. Parlamentaris unionistes intentaren reunir l'assemblea el 21 d'octubre per aprovar legislació i frustrar aquesta nova legislació, però no es va poder fer res pel boicot de Sinn Féin.
A principis del mes de gener de 2020, els governs britànic i irlandés anunciar el text de l'acord per al restabliment de la coalició de govern a Irlanda del Nord, i restablir l'autogovern. L'Executiu d'Irlanda del Nord fou finalment restablit l'11 de gener de 2020, amb Foster tornant a ser primera ministra i Michelle O'Neill de Sinn Féin com a viceprimera ministra.